# Sphingomorpha chlorea
Sphingomorpha chlorea är en fjärilsart som beskrevs av Pieter Cramer 1777. Sphingomorpha chlorea ingår i släktet Sphingomorpha och familjen nattflyn. Inga underarter finns listade i Catalogue of Life.